# Lubomir Libacki
Lubomir Libacki, pseudonim Liba (ur. 11 lutego 1973 w Gdańsku) – polski strongman.
Pierwszy, w historii tego sportu w Polsce, indywidualny Mistrz Polski Strongman 1999.

## Życiorys

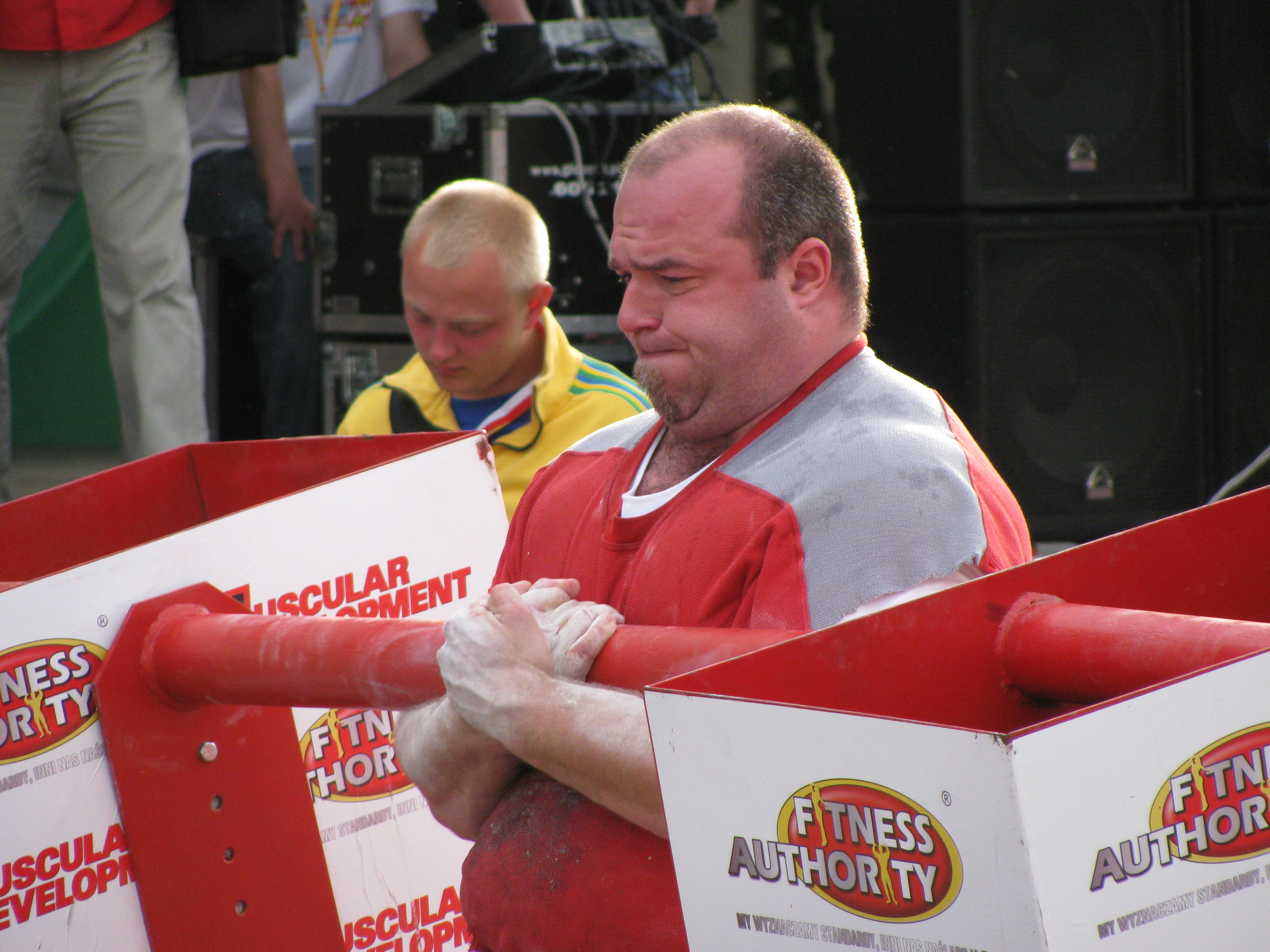
Lubomir Libacki (2009)

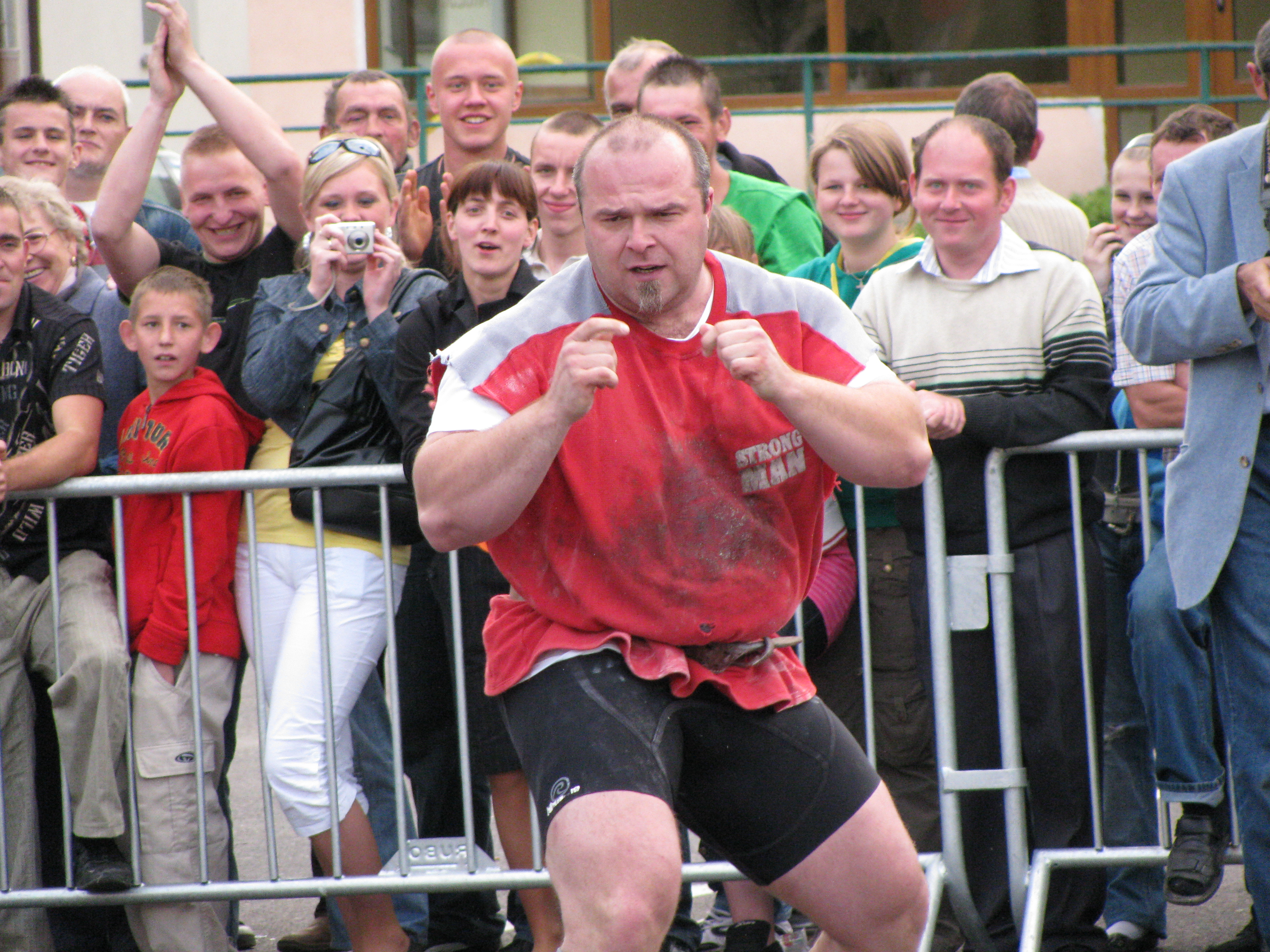
Lubomir Libacki

Lubomir Libacki zajmował się sportem od dzieciństwa. W młodości uczęszczał do szkoły sportowej w Oliwie. Trenował łyżwiarstwo i hokej na lodzie (w klubie Stoczniowiec Gdańsk), szybko jednak przerzucił się na sporty siłowe. W 1999 wygrał pierwsze Mistrzostwa Polski Strongman.
Dzięki niesłychanej żywiołowości stał się ulubieńcem kibiców w całym kraju. Uważany był, obok Piotra Szymca, za dobrego ducha każdych zawodów.
Od 2002 rozwój jego kariery został powstrzymany przez serię poważnych kontuzji (m.in. zerwanie mięśnia dwugłowego ramienia). W zawodach strongman występował jednak jeszcze do 2005. Uczestniczył m.in. w Pucharze Polski Strongman 2004. W 2007 r. powrócił do sportu, dość niespodziewanie zdobywając srebrny medal Mistrzostw Polski Strongman A-Nowi.
Od roku 2006 był jednym z organizatorów i sędzią zawodów siłaczy. Prowadzi również własną firmę ochroniarską.
Wziął udział w Mistrzostwach Polski Strongman A-S 2009, jednak nie zakwalifikował się do finału.
Od roku 2008 występuje w rozgrywkach II ligi hokeja na lodzie w barwach drużyny Mad Dogs Sopot. Gra na pozycji obrońcy.
Mieszka w Gdańsku.
Wymiary:
- wzrost 185 cm
- waga 140 – 150 kg
- biceps 50 cm
- klatka piersiowa 140 cm
- udo 80 cm

Rekordy życiowe:
- przysiad 320 kg
- wyciskanie 220 kg
- martwy ciąg 300 kg

## Osiągnięcia strongman
- 1999
  - 1. miejsce – Mistrzostwa Polski Strongman 1999, Gdańsk
- 2000
  - 5. miejsce – Mistrzostwa Polski Strongman 2000, Sopot
  - 3. miejsce – Baltic Team Championship
- 2001
  - 1. miejsce – Puchar Polski Strongman 2001
  - 4. miejsce – Mistrzostwa Polski Strongman 2001
- 2005
  - 7. miejsce – Mistrzostwa Polski Strongman 2005, Starachowice
- 2007
  - 2. miejsce – Mistrzostwa Polski Strongman A-Nowi 2007, Rokietnica
- 2008
  - 2. miejsce – Mistrzostwa Europy Centralnej Strongman w Parach 2008 (z Damianem Sierpowskim), Polska
  - 3. miejsce – Mistrzostwa Polski Strongman Everlast 2008, Poznań
- 2009
  - 1. miejsce – Tytan (10. edycja), Lębork[5]
- 2010
  - 8. miejsce – Halowy Puchar Polski Strongman 2010, Gdańsk
  - 11. miejsce – Mistrzostwa Polski Strongman Harlem 2010, Stargard Szczeciński